# Most 100-lecia Odzyskania Niepodległości Polski
Die Most 100-lecia Odzyskania Niepodległości Polski (Brücke zum 100. Jahrestag der Wiedererlangung der Unabhängigkeit Polens) ist eine Klappbrücke in Danzig, errichtet in den Jahren 2017 und 2018. Sie verbindet Wiślinka (Wesslinken) und Sobieszewo (Bohnsack) auf der Wyspa Sobieszewska über die Woiwodschaftsstraße DW501 mit der Stadt Danzig.

## Geschichte
Planer des Projekts war Europrojekt in Sobieszewo. Im August 2016 wurde der Auftrag an das polnisch-tschechische Konsortium von Metrostav und Vistal in Gdynia vergeben. Am 2. September 2016 wurde der Vertrag unterzeichnet und am 17. September erfolgte die Feier des ersten Spatenstichs.
Die Vorarbeiten begannen am 16. Januar 2017, dazu gehörten die Uferbefestigung, Pfahlgründungen etc. Vistal lieferte am 29. August 2017 die ersten Bauelemente der Brücke, die in Werkshallen vorgefertigt wurden. Der Schwimmkran Conrad Goliath montierte 20 Elemente aus Stahl- und Beton von einer Länge von 25 Metern und einem Gewicht von jeweils 25 Tonnen.
Der Bau sollte 2017 abgeschlossen sein und die Eröffnung nach Tests und Freigabe war für das erste Quartal 2018 vorgesehen. Jedoch meldete Anfang Oktober Vistal Gdynia Insolvenz an. Der Gerichtsvollzieher beschlagnahmte Bauelemente und gab diese erst nach gerichtlichem Entscheid frei. Die beweglichen Teile des Tragwerks wurden zwischen dem 16. und 20. Juli 2018 installiert.
Am 10. November 2018 konnte die Brücke eröffnet werden. Ihren Namen hatte der Stadtpräsident Paweł Adamowicz im August 2017 dem Danziger Stadtrat vorgeschlagen.

## Beschreibung
Die Straßenbrücke ist insgesamt 181,50 Meter lang. Sie hat zwei Fahrstreifen mit einer Gesamtbreite von 7,00 Metern, einen einseitigen Radweg mit 2,40 und einen Fußgängerweg auf der anderen Seite mit 2,00 Meter Breite. Das zweiteilige Mittelteil überspannt 59,50 Meter und kann in 150 Sekunden geöffnet werden. Bewegt wird die Brücke durch untenliegende Gegengewichte und eine Zughydraulik. Diese hebt die Brücke mit einer Kraft von vier Meganewton je Seite ab. Die Rückarme werden in Pfeiler mit jeweils 6,75 Metern Länge hineingezogen. Die vier Seitenfelder der Brücke überspannen jeweils 25 Meter. Sie sind in VFT-WIB-Verbundbauweise ausgeführt. Inselseitig wurde ein neuer Kreisverkehr angelegt.

## Sonstiges
Das Vorgängerbauwerk war die längste Pontonbrücke Polens. Sie wurde mehrmals erneuert. Es gab sehr lange Wartezeiten, wenn ein Schiff die Brücke passierte, da die Pontons seitlich verschwenkt wurden. Schwere Lastwagen mussten mit einer Fähre transportiert werden.